# Мендим
Мендим (баш. Мәндем)— деревня в Гафурийском районе Республики Башкортостан Российской Федерации. Входит в состав Ташлинского сельсовета. 

## География

### Географическое положение
Расстояние до:
- районного центра (Красноусольский): 30 км,
- центра сельсовета (Ташла): 15 км,
- ближайшей ж/д станции (Белое Озеро): 57 км.

## Население
| 2002 | 2009 | 2010 |
| ---- | ---- | ---- |
| 325  | ↗347 | ↘204 |

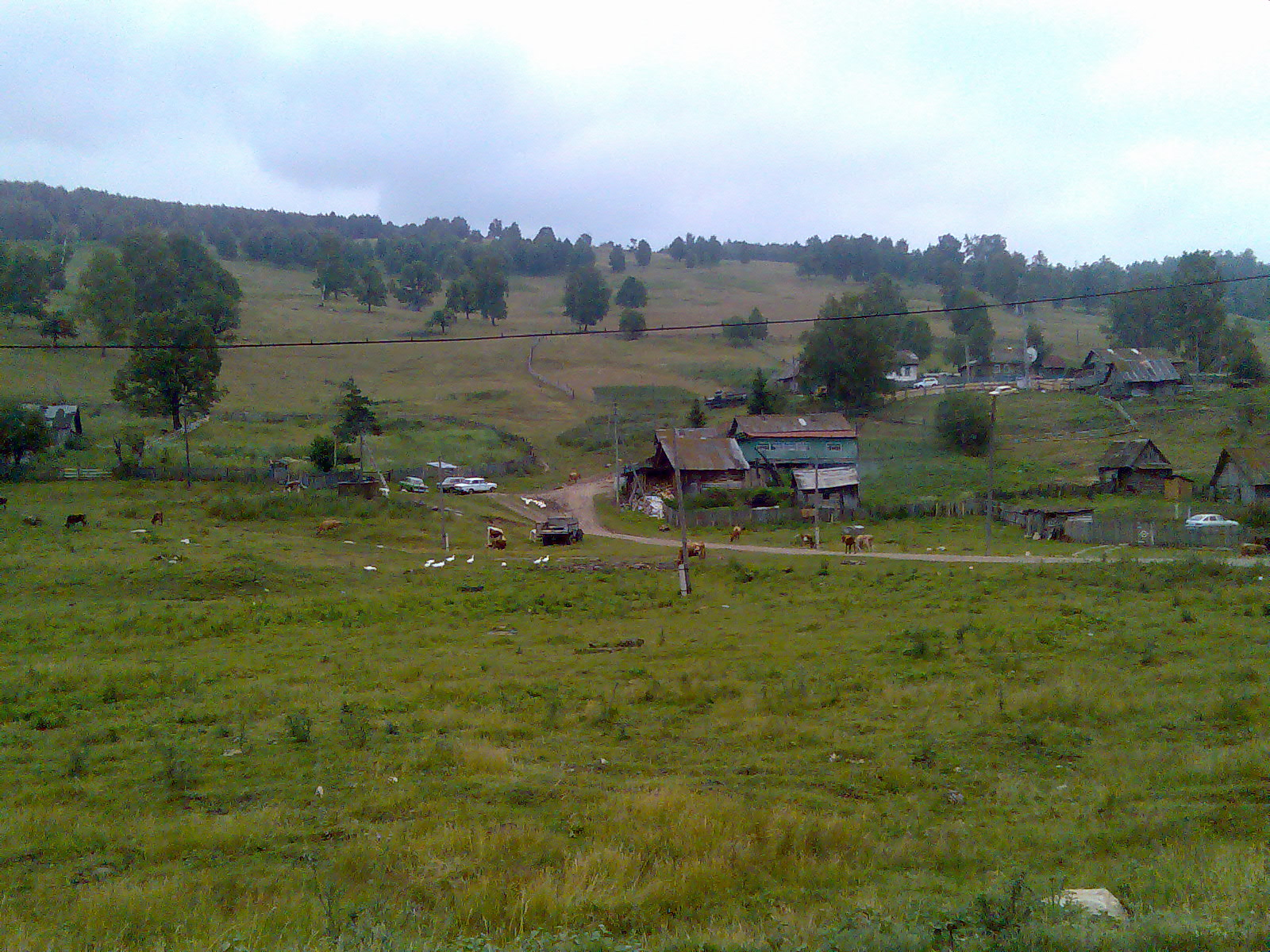

Согласно переписи 2002 года, преобладающая национальность — башкиры (98 %).